# El club del clan (Colombia)
El club del clan fue un programa colombiano de radio que después pasó a la televisión y que se dedicaba a impulsar nuevas estrellas de la música. Este tomó el mismo nombre de un espacio de la televisión argentina que igualmente se dedicaba a promocionar figuras juveniles de la canción. Sus artistas se encontraban vinculados a la cadena de emisoras Todelar y estaban asociados a la discográfica Sonolux para la grabación de sus discos

## Historia
El club del Clan empezó en 1966 como un espacio radial en Radio Todelar bajo el nombre de Sus primeros aplausos. Al pasar a la televisión se cambia el nombre a El club del clan por sugerencia del dúo Los Caminantes, integrado por Carlos Alberto "Beto" Donoso y Eduardo "Lucero" Villafane, ambos procedentes de Argentina. El programa de televisión figuró como complemento al programa radial, ya que conservaba el formato de promocionar nuevas figuras y estas salían en ambos medios. Este programa se mantuvo hasta 1969, emitiéndose cuatro veces a la semana y presentado por los hermanos Eduardo "El Flaco" Sarmiento y Álvaro Sarmiento González.

## Artistas impulsados por el programa
Este programa ayudó a consolidar a figuras de la actuación como Hernando Casanova, y de la música como Los Flippers, The Speakers, Jimmy Tovar, Alfonso Palacio, Beto Adriano, Freddy Wilson, Las Mellizas, el compositor Brando Ortiz, Lyda Zamora, Óscar Golden, Billy Pontoni, Maryluz, Vicky, Claudia y Harold Orozco, quien no se inició con el Club, sino en el programa radial Radio Quince de Alfonso Lizarazo y Carlos Pinzón. El director del programa era Guillermo Hinestroza que le abrió la puerta a otras voces como Claudia de Colombia (Gladys Caldas) y Emilce, quien contrajo matrimonio con Beto Donoso y juntos emigraron a Argentina. Este grupo de artistas hacían parte de lo que se conoció como la generación yeyé.
Finalizado el programa y la onda yeyé, los artistas que habían nacido a raíz del El club del clan se disgregaron y comenzaron carreras independientes. Muchos de ellos se inclinaron por un nuevo movimiento llegado de Europa, principalmente de España e Italia, llamado la balada romántica, con la cual algunos tuvieron mayor éxito y que incluso llegaron a firmar con CBS Internacional, hoy Sony Music, como sucedió con Claudia de Colombia, Roberto Carlos, Ricardo Acosta, Jairo Alberto Bocanegra, Leo Dan, Billy Pontoni y Leonardo Favio. Otros artistas, como The Speakers o Los Flippers, se dirigieron hacia otros géneros e hicieron parte de la así llamada primera generación del rock colombiano, que tuvo auge en el panorama nacional en la década de los 60.